# 西武酪農乳業
西武酪農乳業株式会社（せいぶらくのうにゅうぎょう）は、埼玉県日高市に本社を置く乳製品メーカー。

## 製品
「西武牛乳」ブランドで牛乳のほか、低脂肪牛乳などの加工乳、ヨーグルトなど乳製品の加工販売も行っている。

## 沿革
- 1946年11月 - 入間郡高麗川村に牛乳処理工場を建設。
  - 国鉄八高線高麗川駅前に立地していた。
  - 西武酪農組合の第一歩を踏み出す。
- 1947年1月 - 西武酪農組合に名称変更。
- 1948年11月 - 専門農協として西武酪農業協同組合設立。
  - 高麗村、高麗川村、高萩村（3村合併で現在の日高市）、飯能町・川角村・毛呂山町ほか1村の2町5村の酪農家により設立される。
- 1963年3月 - 事業拡大のため現在地に工場建設、移転。
- 1997年10月 - 埼玉県内の4酪農業協同組合が合併しけやき酪農業協同組合設立。
  - これに伴い牛乳・乳製品の加工部門を分離し、西武酪農乳業株式会社へ移行。